# Gruppo Rionale Fascista Vincenzo Benini 1938-1939
Questa voce raccoglie le informazioni riguardanti il Gruppo Rionale Fascista Vincenzo Benini nelle competizioni ufficiali della stagione 1938-1939.

## Rosa
| N. |                   | Ruolo | Calciatore           |
| -- | ----------------- | ----- | -------------------- |
|    | Italia (bandiera) |       | Otello Alisi         |
|    | Italia (bandiera) |       | Edgardo Bassi        |
|    | Italia (bandiera) |       | Roberto Bernardi     |
|    | Italia (bandiera) |       | Renzo Bianchini      |
|    | Italia (bandiera) |       | Piero Bonaccorsi     |
|    | Italia (bandiera) |       | Mario Carraresi      |
|    | Italia (bandiera) |       | Guerrando Cavallacci |
|    | Italia (bandiera) |       | Osvaldo Dimito       |
|    | Italia (bandiera) |       | Guido Filippini      |

| N. |                   | Ruolo | Calciatore          |
| -- | ----------------- | ----- | ------------------- |
|    | Italia (bandiera) |       | Umberto Grassi      |
|    | Italia (bandiera) |       | Enzo Lapi           |
|    | Italia (bandiera) |       | Mario Nistri        |
|    | Italia (bandiera) |       | Giuseppe Pelagatti  |
|    | Italia (bandiera) | D     | Italo Pizziolo (II) |
|    | Italia (bandiera) |       | Renato Puccini      |
|    | Italia (bandiera) |       | Ubaldo Serni        |
|    | Italia (bandiera) |       | Enzo Valeriani      |